# Louis-François-Joseph Boucaud
Louis-François-Joseph Boucaud (né à Montpellier vers 1685, mort le 6 décembre 1762 à Alet) est un ecclésiastique qui fut évêque d'Alet de 1723 à 1762.

## Biographie
Louis-François-Joseph ou Joseph-François Boucaud ou Bocaud, alias de Boucaud, est issu d'une famille de la région de  Bordeaux qui s'était illustrée par son loyalisme à l'époque de la Fronde.
Il est nommé comme évêque d'Alet en 1723, confirmé le 14 février 1724 et consacré le 11 juin par l'archevêque de Narbonne dans le séminaire Saint-Sulpice de Paris. En 1727, il est pourvu en commende de l'abbaye de Loc-Dieu dans le diocèse de Rodez et en 1752 de l'abbaye de Saint-Maurin dans le diocèse d'Agen. Il meurt le 6 décembre 1762.